# Psychotria plicata
Psychotria plicata är en måreväxtart som beskrevs av Ignatz Urban. Psychotria plicata ingår i släktet Psychotria och familjen måreväxter. Inga underarter finns listade i Catalogue of Life.